# Gewoon pronkmos
Gewoon pronkmos (Pseudotaxiphyllum elegans) is een bladmos uit platmosfamilie (Plagiotheciaceae).

## Kenmerken
Gewoon pronkmos vormt zeer dicht op de ondergrond groeiende matten. De voor de soort karakteristieke bosjes dunne broedtakjes in de bladoksels zijn bij goed zoeken eigenlijk altijd wel aanwezig waardoor een goede determinatie vrijwel nooit problemen op hoeft te leveren.

## Ecologie
De soort komt vooral voor op steilkanten zoals langs walletjes en greppels. Ook onder en op boomvoeten van oude beuken is de soort regelmatig te vinden.

## Verspreiding
Gewoon pronkmos komt voor in Europa en Noord-Amerika. In Nederland komt het algemeen voor. Het is staat niet op de rode lijst en is niet bedreigd. Het is op het pleistoceen een algemene soort in bossen, vooral op de zandgronden. Zeer opvallend is het geringe voorkomen in de duinen. De soort is daar echter wel aan een opmars bezig, vooral in de ontkalkte binnenduinen. Er zijn nog nooit sporenkapsels van Pseudotaxiphyllum gevonden in Nederland (peildatum 2007).

## Fotogalerij

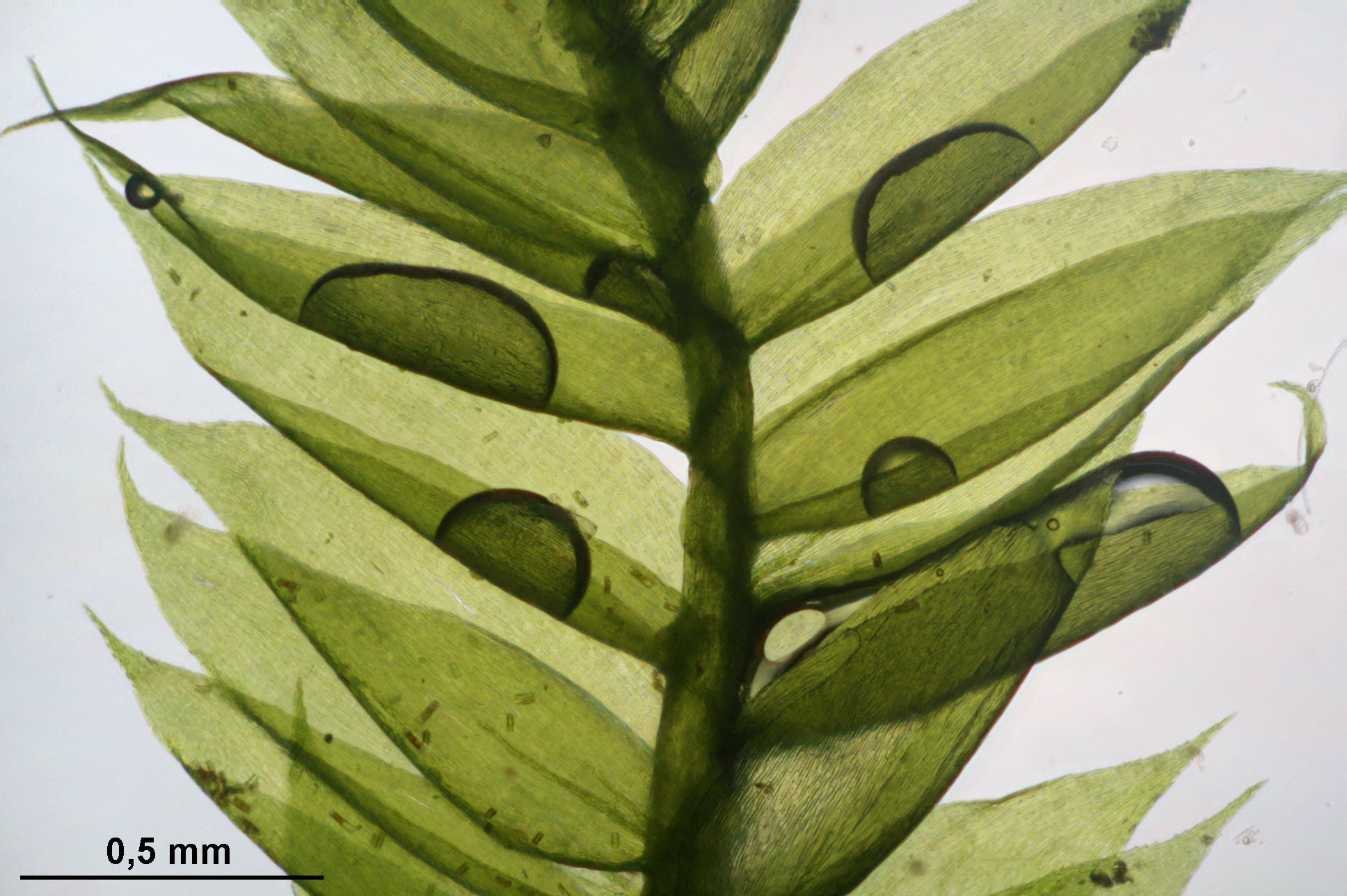
Microscoopopname
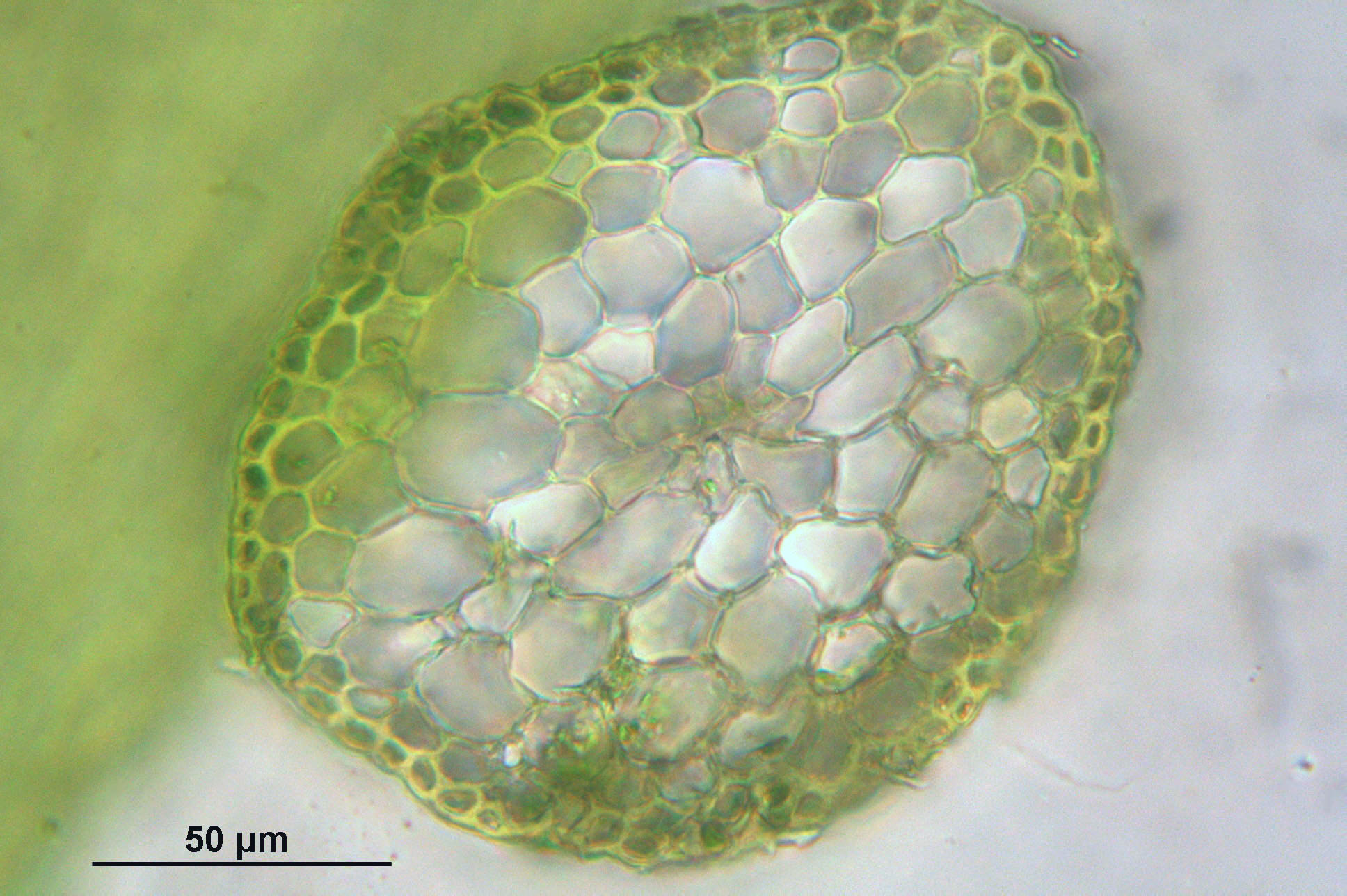
Stengeldoorsnede
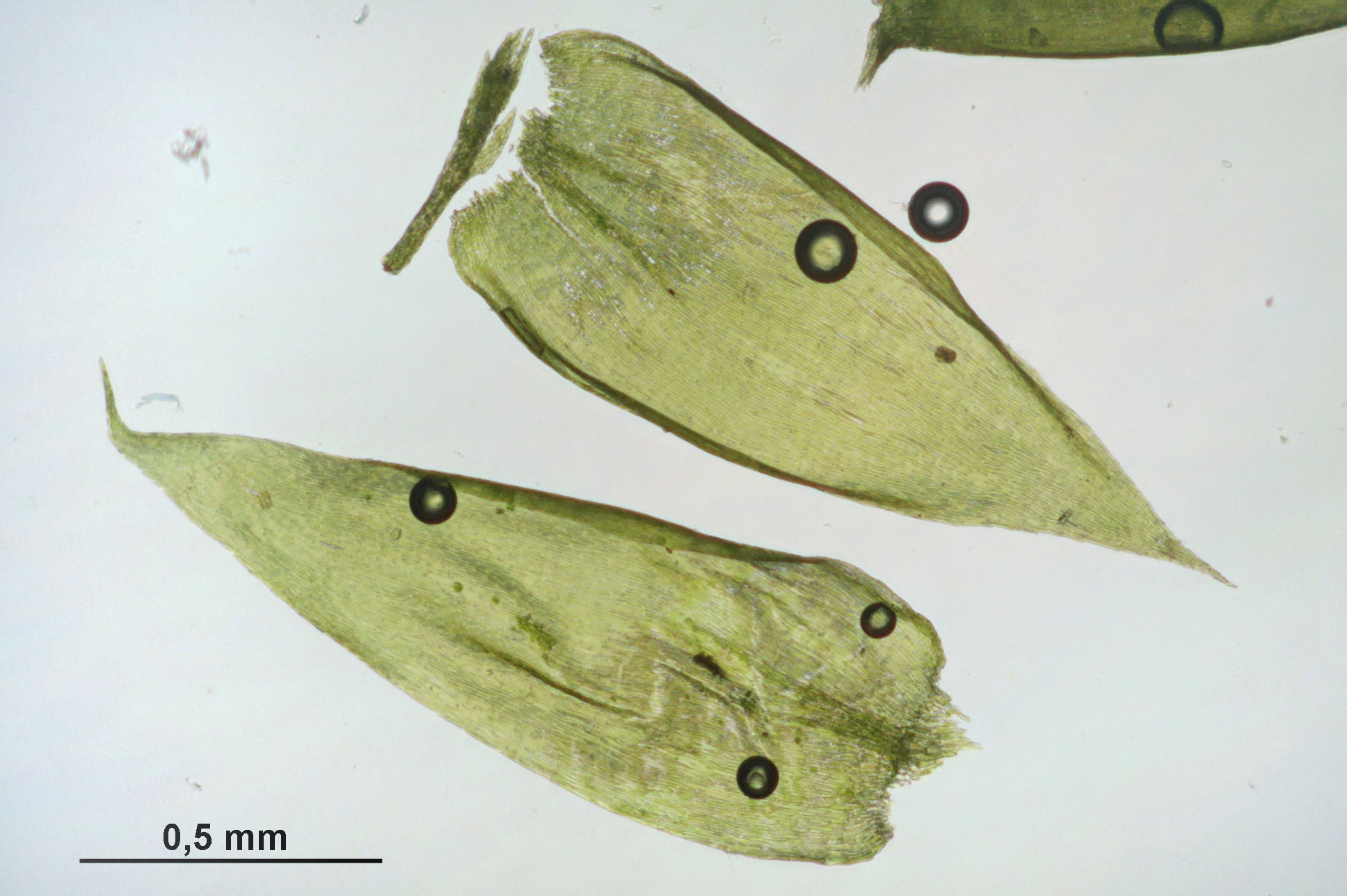
Blaadjes
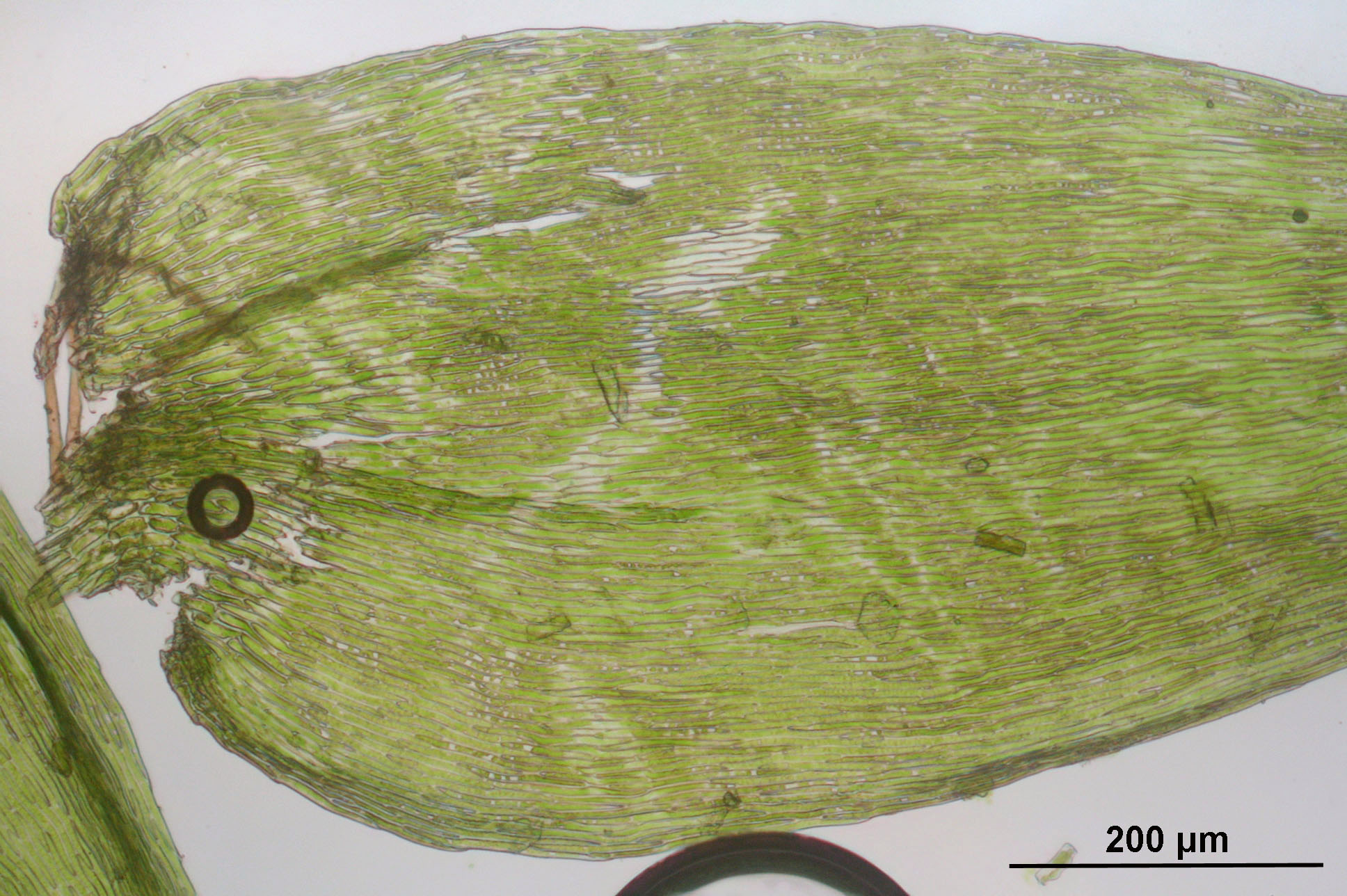
Bladvoet
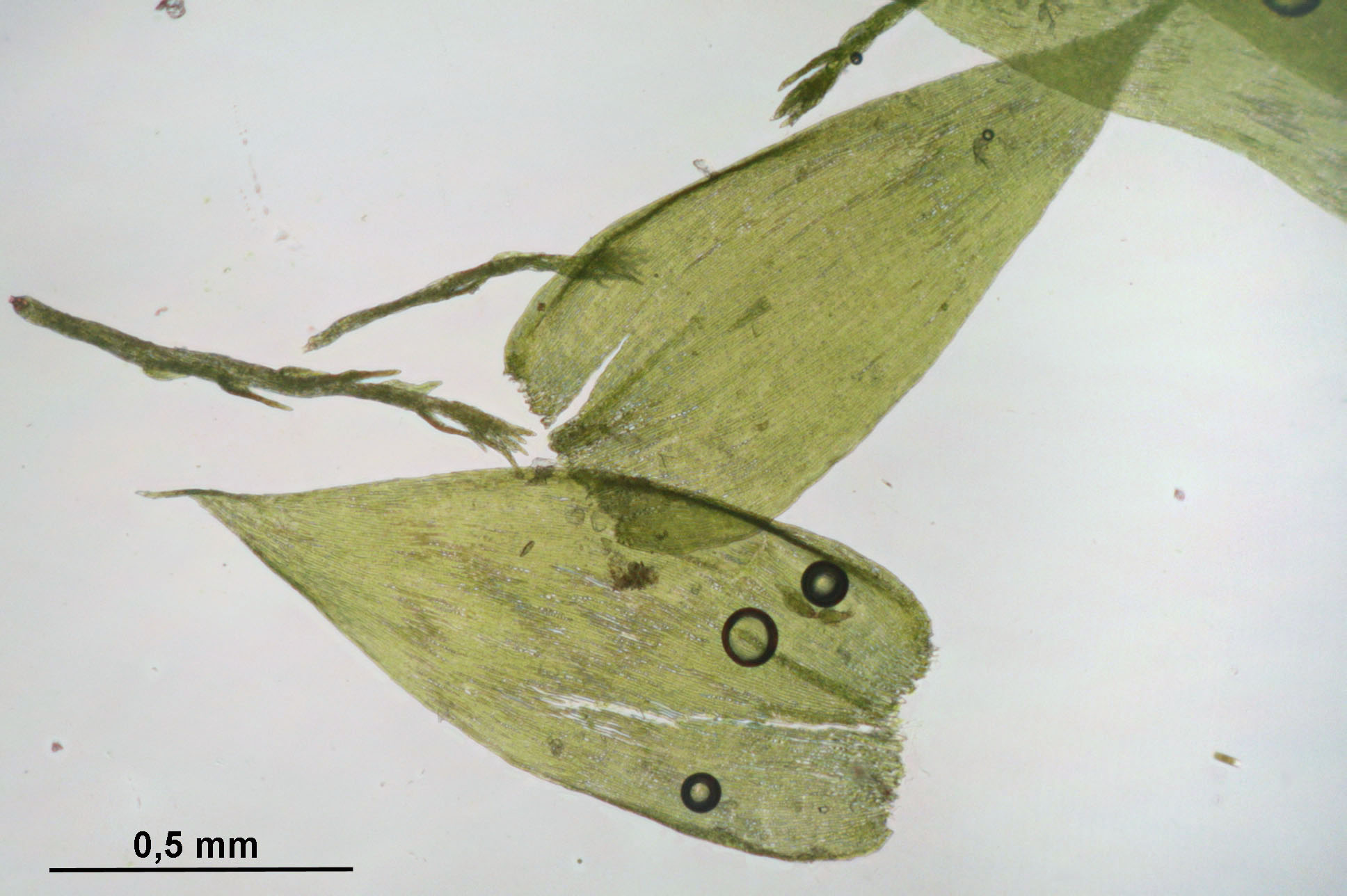
Bladeren, broedtakjes
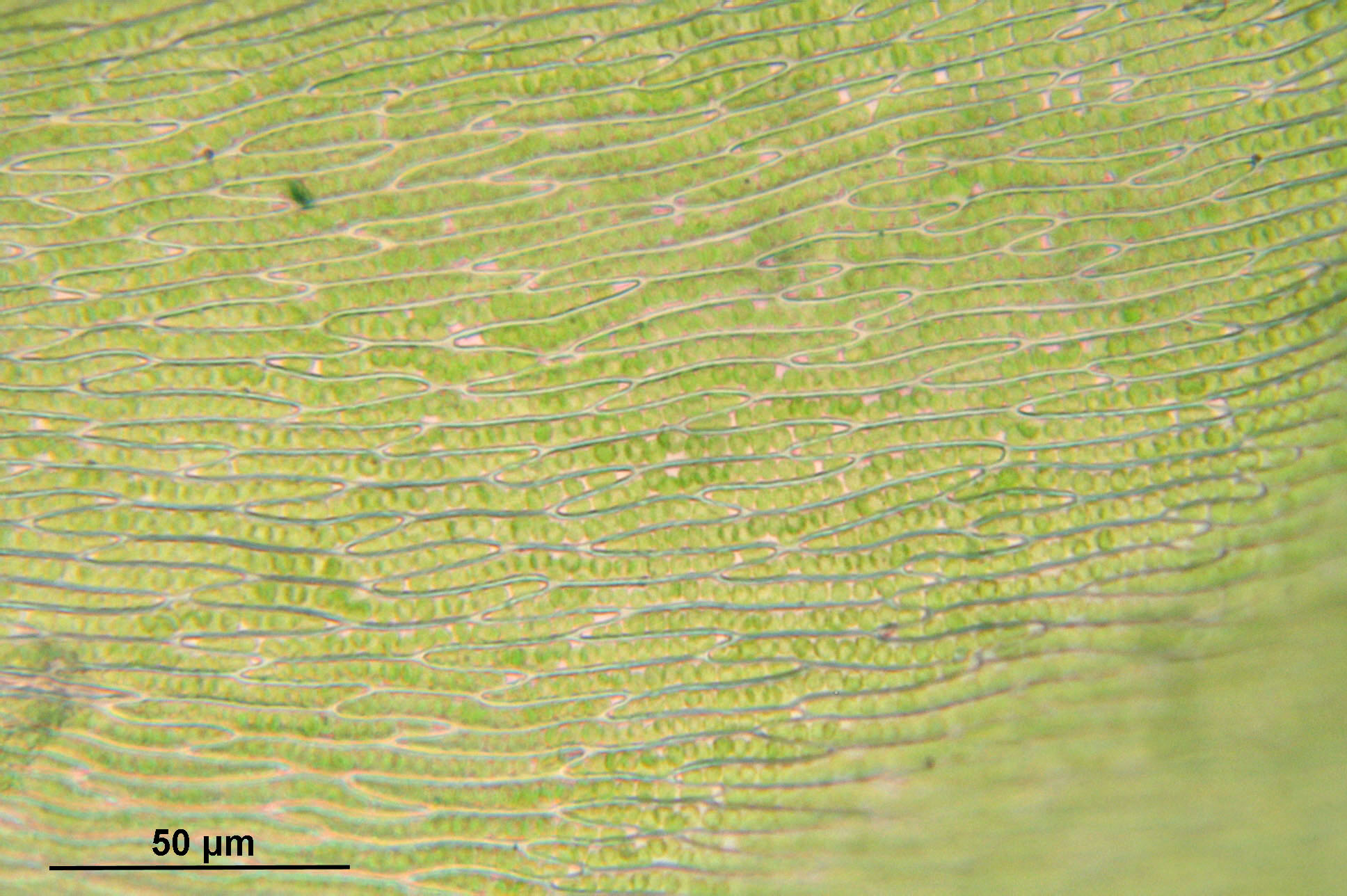
Bladcellen
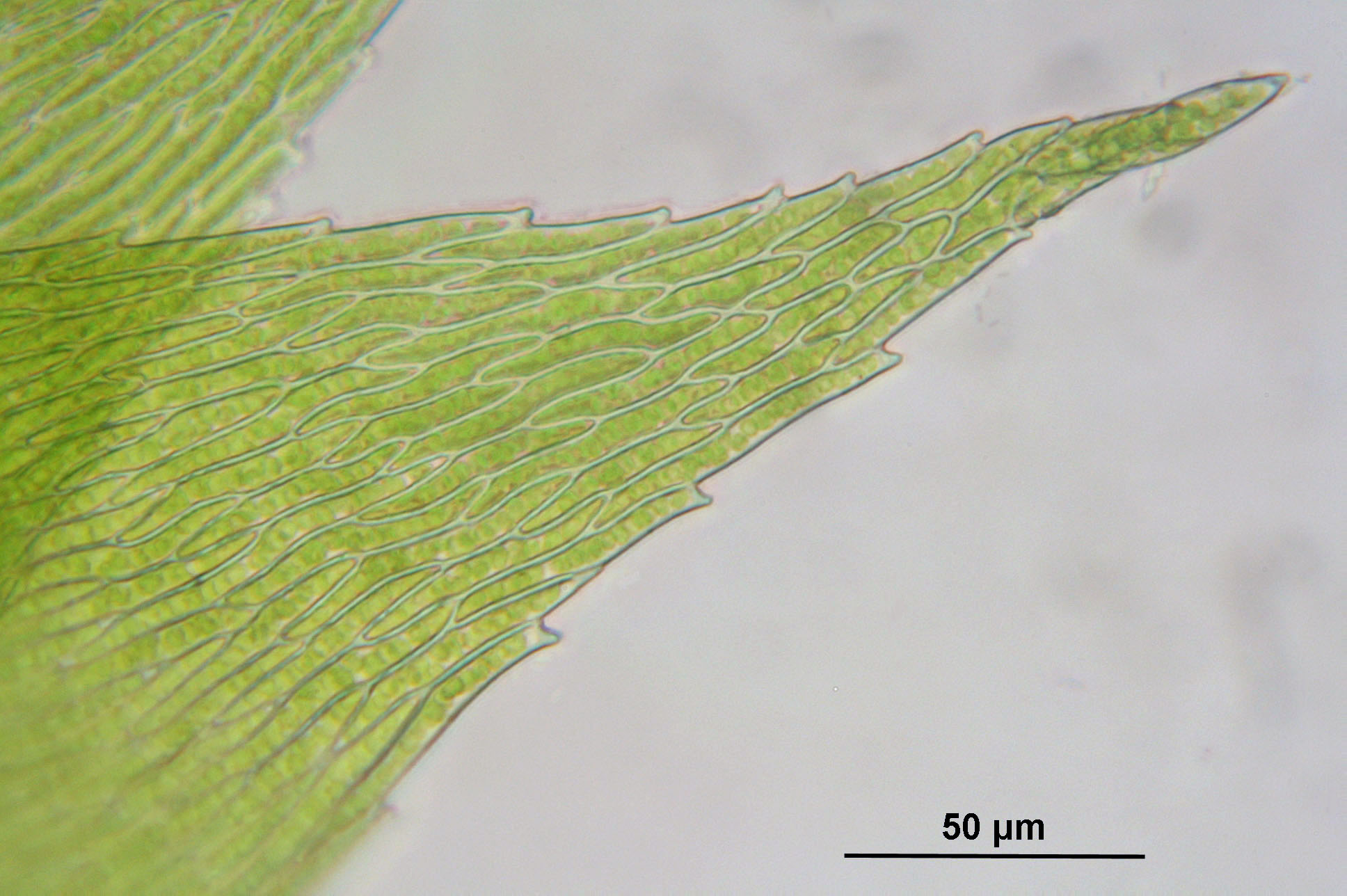
Bladcellen bladtop